# Ohey
Ohey [ɔɛ] (en wallon Ohè) est une commune francophone de Belgique située en Région wallonne dans la province de Namur, ainsi qu’une localité où siège son administration.

## Géographie

### Hydrographie
Le ruisseau de Lilot prend sa source à côté du village.

### Sections
| # | Nom      | Superficie (km²) | Habitants (2020) | Habitants par km² | Code INS |
| - | -------- | ---------------- | ---------------- | ----------------- | -------- |
| 1 | Ohey     | 12,35            | 1.812            | 147               | 92097A   |
| 2 | Haillot  | 10,87            | 1.506            | 139               | 92097B   |
| 3 | Perwez   | 6,57             | 531              | 81                | 92097C   |
| 4 | Goesnes  | 6,69             | 267              | 40                | 92097D   |
| 5 | Jallet   | 6,49             | 303              | 47                | 92097E   |
| 6 | Évelette | 13,70            | 723              | 53                | 92097F   |

### Communes limitrophes
| Andenne | Huy       |         |
| Gesves  | Ohey      | Marchin |
| Gesves  | Havelange | Clavier |

## Démographie

### Démographie: Avant la fusion des communes
- Source: DGS recensements population

### Démographie: Commune fusionnée
En tenant compte des anciennes communes entraînées dans la fusion de communes de 1977, on peut dresser l'évolution suivante :
Les chiffres des années 1831 à 1970 tiennent compte des chiffres des anciennes communes fusionnées.
- Source: DGS , de 1831 à 1981=recensements population; à partir de 1990 = nombre d'habitants chaque 1 janvier[2]

## Histoire

### Archéologie
À côté de Ohey, à Haillot, on a pu, lors de fouilles préventives, trouver un monolithe identifié comme un menhir, la Pierre du Diable. Elle daterait de deux à trois mille ans av. J.-C. Du matériel archéologique intéressant a été trouvé dans ses environs. Grâce à la population et au Collège des Bourgmestre et Échevins de la commune, le menhir se trouve à nouveau érigé à son endroit d'origine.

## Héraldique
|  | La ville possède des armoiries qui lui ont été accordées le 18 décembre 1991. Ces armoiries sont celles de Walter de Maillen, Seigneur d'Ohey and de Reppe de 1769 à la fin du siècle. Blasonnement : D'or à trois peignes de cheval de gueules. Source du blasonnement : Heraldy of the World. |

## Politique et administration

### Conseil et collège communal 2024-2030
| Collège communal  |                      |                                           |
| ----------------- | -------------------- | ----------------------------------------- |
| Bourgmestre       | Christophe Gilon     | Les Engagés - Liste du Bourgmestre d'Ohey |
| 1er Échevin       | Freddy Lixon         | Liste du Bourgmestre d'Ohey               |
| 2e Échevine       | Rosette Kallen-Loroy | Les Engagés - Liste du Bourgmestre d'Ohey |
| 3e Échevine       | Caroline Houart      | Les Engagés - Liste du Bourgmestre d'Ohey |
| 4e Échevin        | Arnaud Paulet        | MR - Liste du Bourgmestre d'Ohey          |
| Président du CPAS | Dany Dubois          | Liste du Bourgmestre d'Ohey               |

### Jumelage
Ohey est jumelée avec  Sainte-Colombe-sur-Seine (France)

## Patrimoine et culture

### Patrimoine architectural
- Église Saint-Pierre. Construite en 1890 par l'architecte Helleputte. En 1973 et 1974 les vitraux sont mis en plomb par L-M Londot[4].
- Chapelle Saint-Pierre, rue de Gesves. Datant des environs de 1800[5].

## Économie

### Tourisme
La commune fait partie de la Maison du Tourisme Condroz-Famenne. 
De nombreux chambres d'hôtes et gîtes ruraux sont disponibles sur tout le territoire. 
Plusieurs promenades pédestres sont réalisables. La commune est également traversée par les Sentiers d'Art, un sentier de grande randonnée jonché d'œuvres de Land'Art..